# Monastero dos Jerónimos
Il monastero dos Jerónimos ("dei Gerolamini") si trova nel quartiere di Belém nella città di Lisbona, la capitale del Portogallo.
Realizzato in stile manuelino su progetto dell'architetto Diogo de Boitaca, fu fatto costruire dal Re Manuele I per celebrare il ritorno del navigatore portoghese Vasco da Gama, dopo aver scoperto la rotta per l'India.
Il monastero, insieme alla vicina Torre di Belém e il Monumento alle scoperte, è una celebrazione del periodo storico più importante della nazione portoghese e costituisce una delle principali attrazioni turistiche di Lisbona.
Qui il 13 dicembre 2007 è stato firmato il Trattato di Lisbona, che riforma i Trattati su cui si fonda l'Unione europea.

## Storia

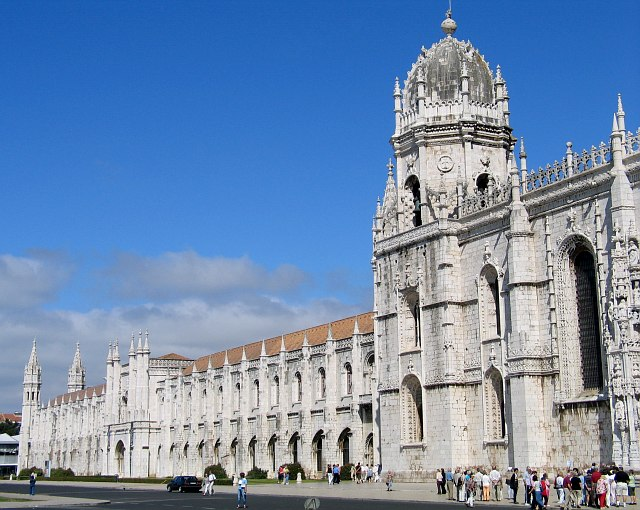
Il prospetto meridionale

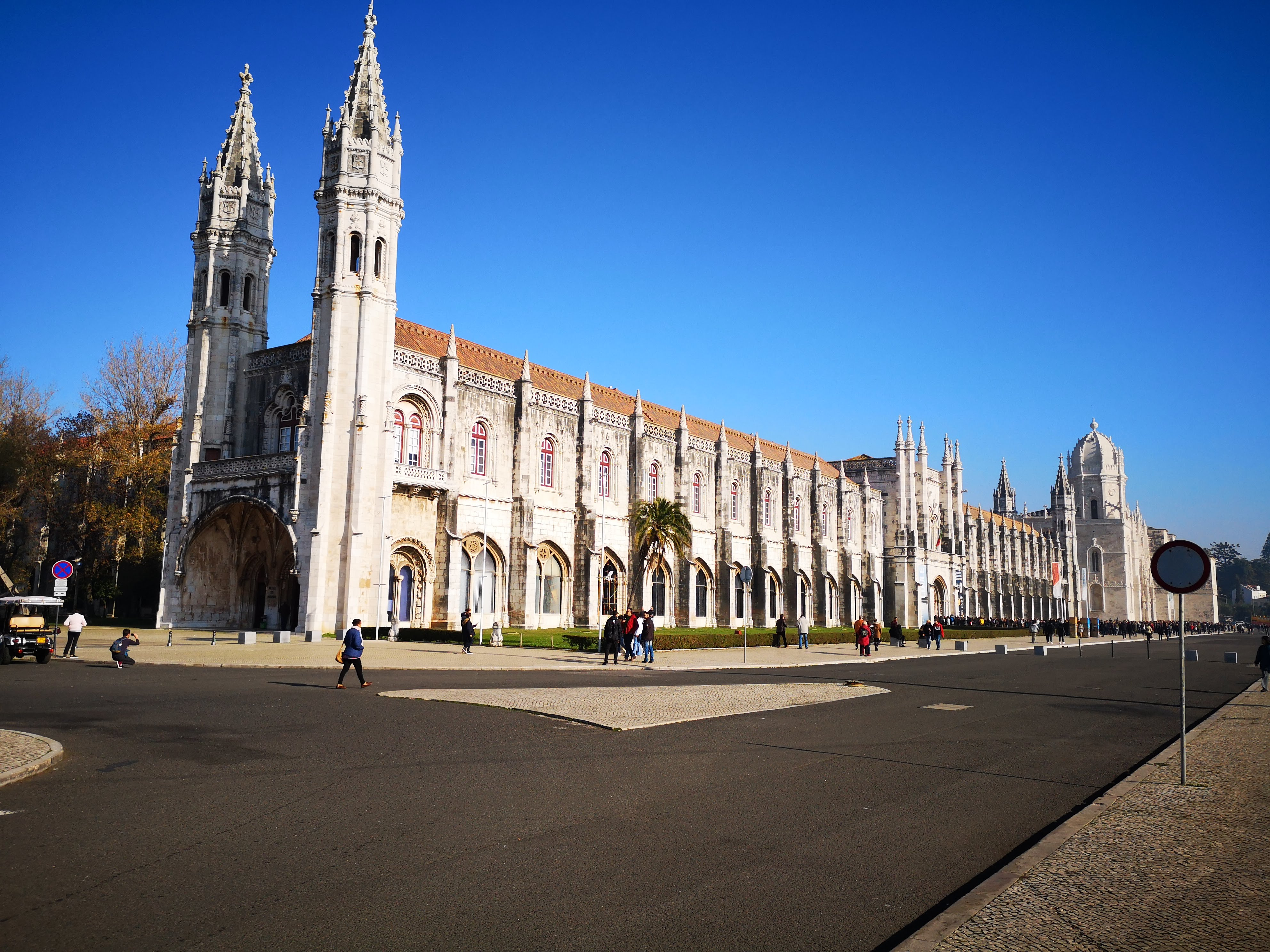
Il prospetto occidentale

La leggenda narra che il monastero venne costruito dove esisteva la chiesetta Ermida do Restelo, nella quale il navigatore Vasco da Gama ed il suo equipaggio trascorsero in preghiera la notte precedente alla partenza per il viaggio che li portò alla scoperta della rotta per l'India, rivelatasi poi fondamentale per la storia dell'umanità.
La sua costruzione iniziò nel 1502 ed ebbe termine dopo circa cento anni. La sua costruzione venne finanziata dal cinque per cento delle imposte riscosse sulla importazione delle spezie dall'India.
Lo stile manuelino con il quale venne edificato si caratterizza per la mescolanza di elementi decorativi del tardo gotico e motivi del rinascimento. Fanno eccezione il portale principale e laterale, l'interno della chiesa ed il chiostro. Le cappelle della chiesa furono restaurate in stile rinascimentale nel XVI secolo e contengono i monumenti funebri di Manuele I e della sua famiglia oltre che di altri Re del Portogallo.

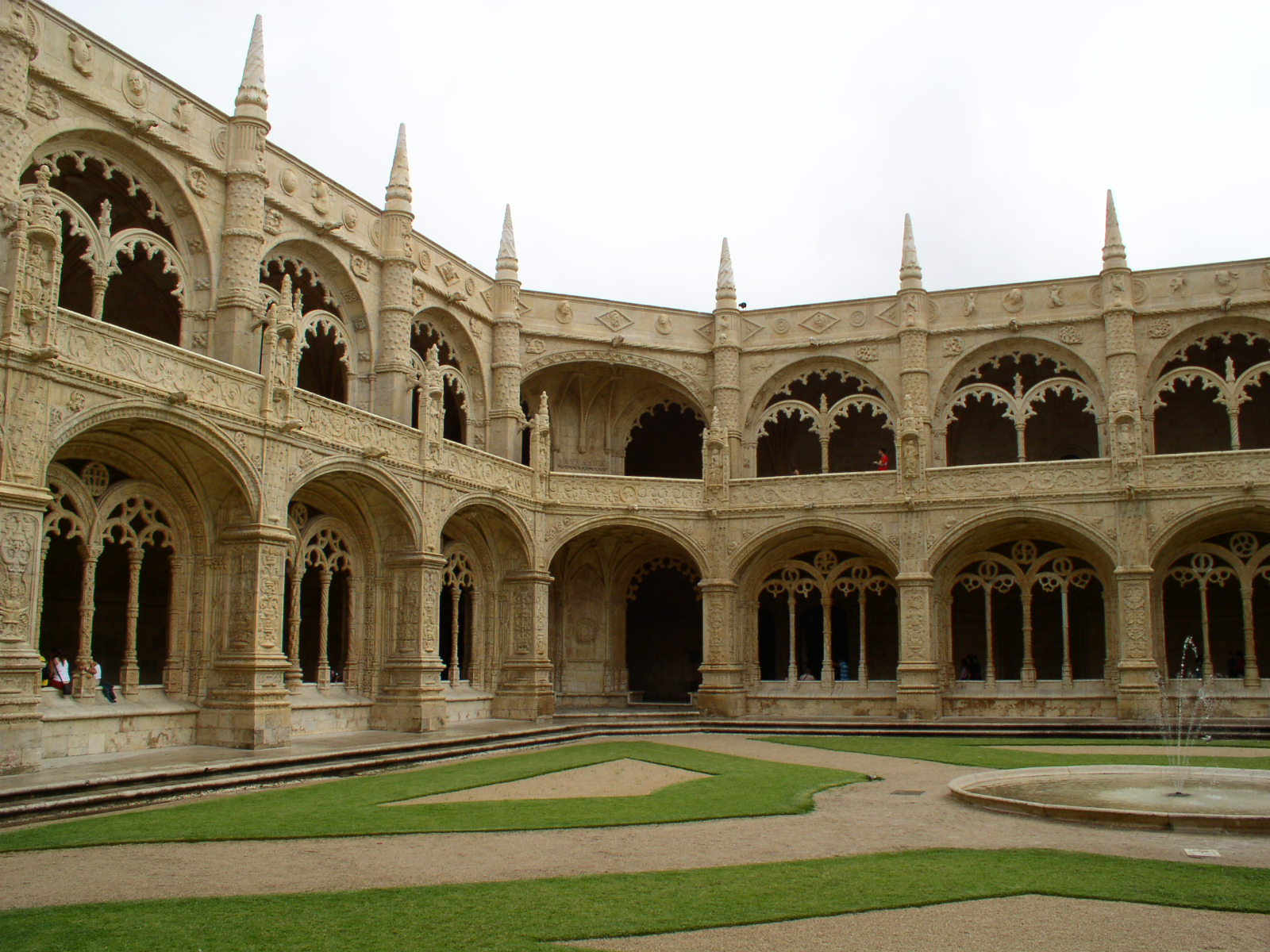
Il chiostro

Appena all'interno del portale principale (occidentale) si trovano le tombe, in stile neomanuelino, del navigatore Vasco da Gama  e del poeta navigatore Luís de Camões. Nella cappella del chiostro, riposano dal 1985 le spoglie dello scrittore Fernando Pessoa.
In un annesso costruito nel 1850, situato nell'ala ovest del monastero, sono ubicati il Museu Nacional de Arqueologia (fondato nel 1893 e aperto al pubblico nel 1906) ed il Museu de Marinha (fondato nel 1863, ospitato nella sua sede attuale dal 1962).

### Gli architetti
Il primo progetto venne redatto dall'architetto di origine francese Diogo Boitaca, costruttore della Chiesa di Gesù di Setúbal. Boitaca lavorò all'edificio dal 1502 al 1516 seguendo i dettami architettonici del tardogotico imperanti in tutta Europa in quel periodo. Sotto la sua direzione vennero costruiti la chiesa, il chiostro, la sacrestia ed il refettorio.
Nel 1517 gli succedette Juan de Castillo (conosciuto in Portogallo come Joao de Castilho), che apportò elementi di stile rinascimentale. Juan de Castillo era di origine spagnola secondo un documento che lo dà come nativo della Biscaglia. Con Castillo il monumento si arricchisce di ornamenti rinascimentali misti a quelli dello stile manuelino. Sotto la sua direzione si copre la volta della chiesa e viene realizzato il secondo piano del chiostro.
Alla morte del re Manuele I i lavori si fermarono per lungo tempo e molti anni dopo ripresero sotto la direzione dell'architetto spagnolo Diogo de Torralva che riformò, nel 1544, le ali nord e sud del chiostro superiore come da iscrizione su una pietra del manufatto. La differenza di stile con i suoi predecessori si nota soprattutto negli archi delle volte e nei fregi.

## Descrizione

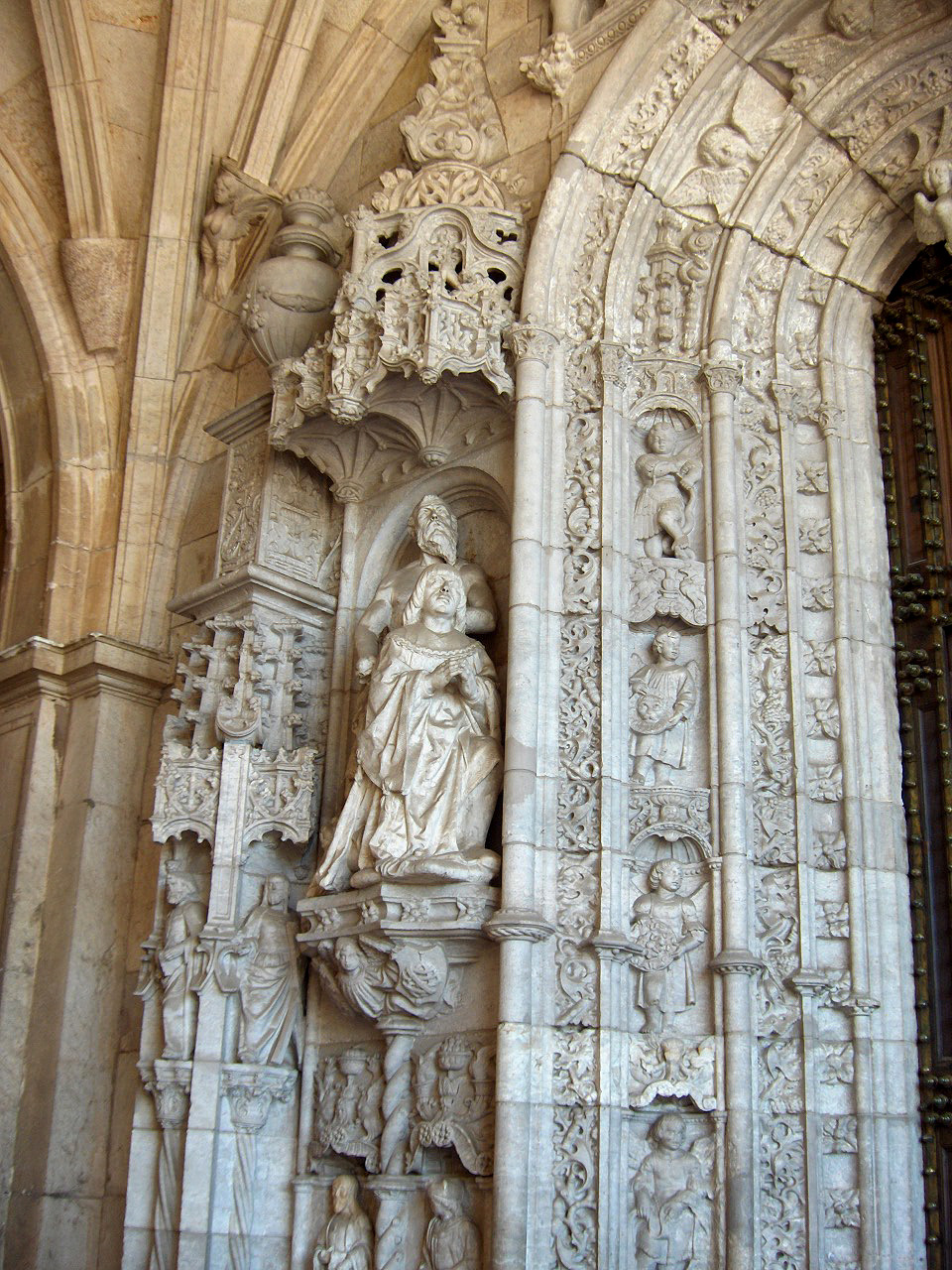
Particolare del portale occidentale

I critici d'arte considerano questo monastero come un trionfo dello stile manuelino e uno dei monumenti più importanti di Lisbona.

### Portale meridionale

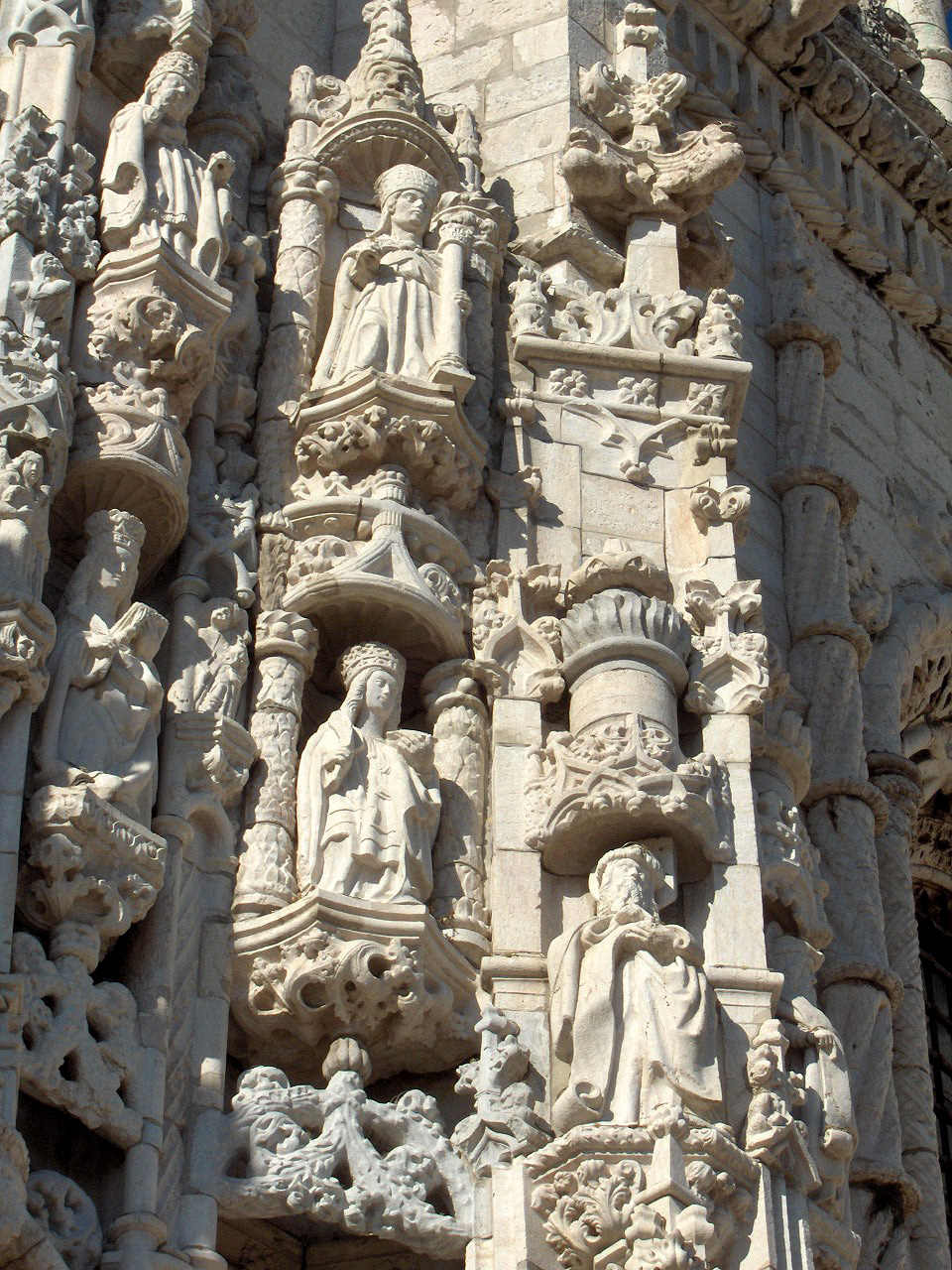
Statue nel portale sud

Fu progettato dall'architetto Juan de Castillo che s'ispirò allo stile tardo gotico allora vigente. È diviso verticalmente in due corpi; quello inferiore consta di un gran arco binato che contorna le due porte di accesso. Nel timpano arco inflesso che sovrasta due porte di accesso e nel quale possono vedersi alcuni bassorilievi con rappresentazioni della vita di san Girolamo e lo scudo portoghese. L'arco è incorniciato da una scultura della Vergine di Belém. La parte superiore presenta un finestrone con arco a tutto sesto. Entrambi i corpi presentano un'abbondanza di gabbie, di pinnacoli e di nicchie che accolgono statue.

### Portale occidentale
È un buon esempio di transizione dal gotico al rinascimentale. Fu progettato da Boitac ed incorpora le sculture di re Manuele I e della sua sposa Maria.

### Interno

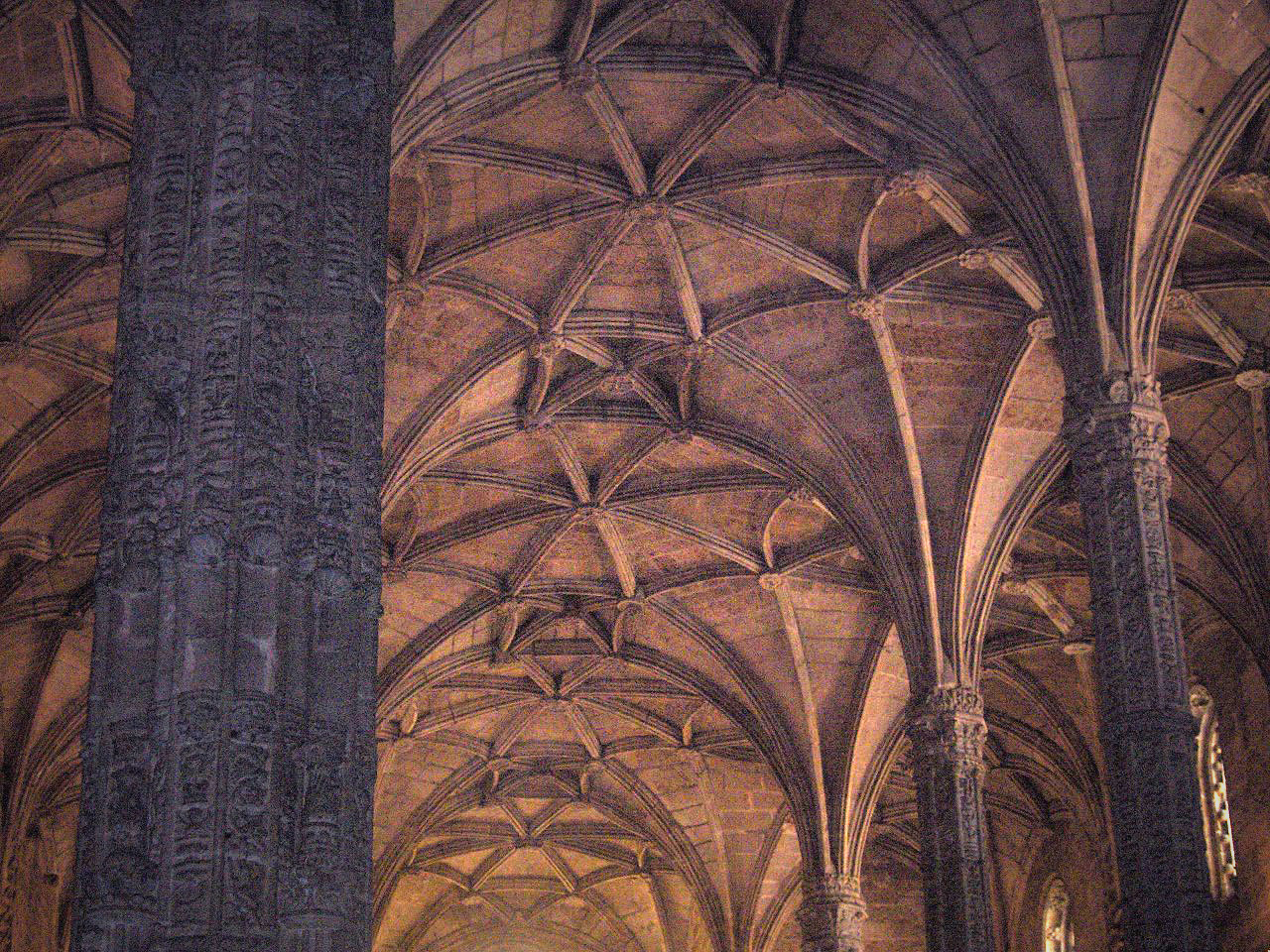
La volta e colonne ornamentali

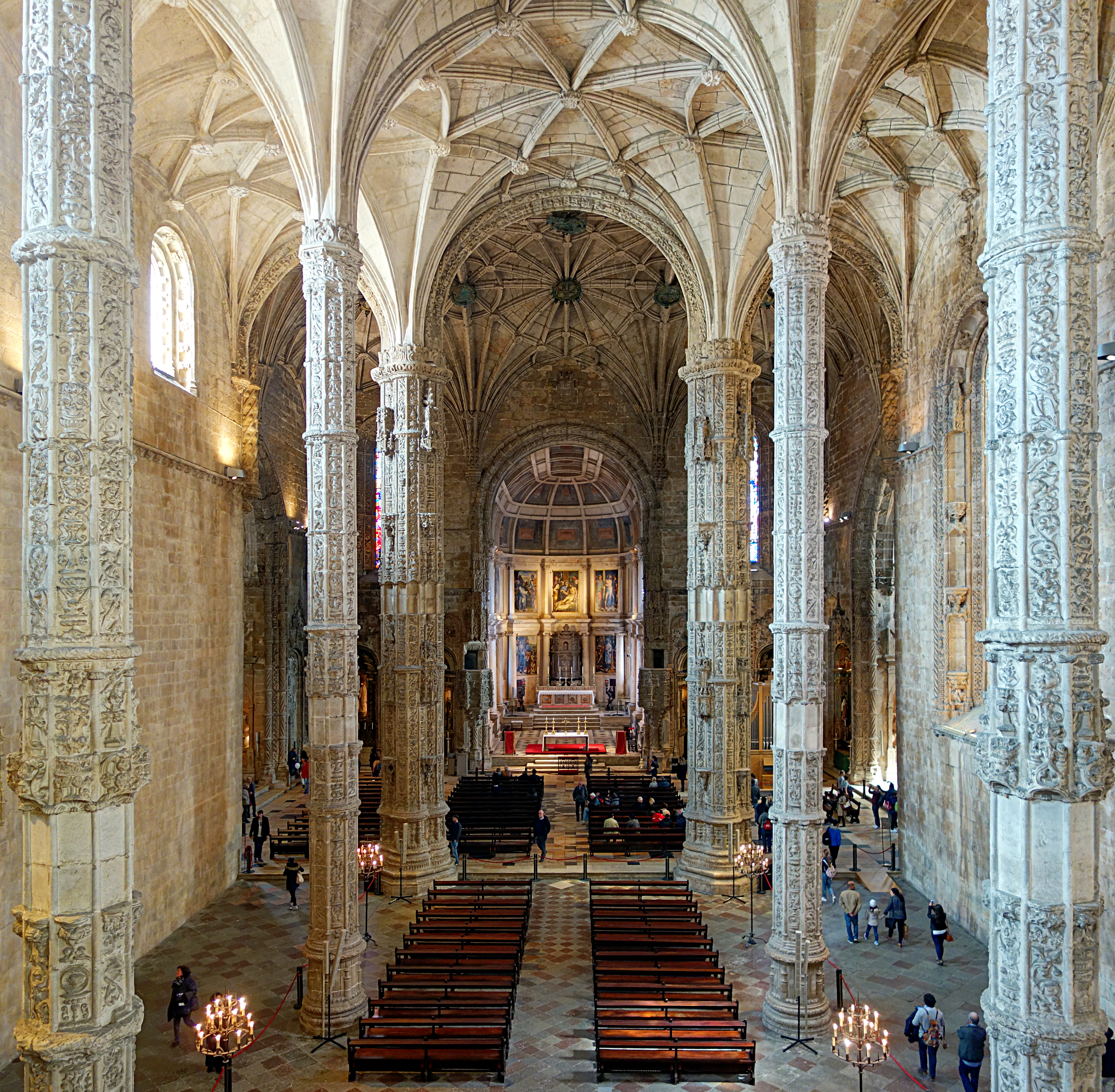
L'interno della chiesa

L'interno della chiesa è ampio, con tre navate in stile gotico, illuminato da vetrate colorate e non. La copertura del transetto è grandiosa e copre un rettangolo di 29 metri per 19 senza alcun appoggio centrale ma solo con una complessa rete di nervature. Essa fu progettata da Juan de Castillo nel 1527.
- Cappella maggiore: fu realizzata su progetto di Diego Torralva nel 1527 in stile rinascimentale. La pala d'altare è interessante soprattutto nel tabernacolo, pezzo di oreficeria portoghese di gran qualità del XVIII secolo. È anche di gran importanza l'insieme pittorico composto da alcune tavole sul tema della vita di Gesù Cristo. In questa cappella, appoggiate su degli elefanti, si trovano i monumenti funebri di re Manuele I e di sua moglie Maria oltre che di Giovanni III e Caterina.
- Sacrestía: fu progettata da Castillo in stile manuelino. La volta poggia su di una colonna ritorta posta al centro, mentre i dipinti sono di artisti manieristi portoghesi.
- In un altro punto della chiesa è posta la tomba del Re Sebastiano I, che morì nella battaglia di Alcazarquivir nel 1578.

### Il chiostro

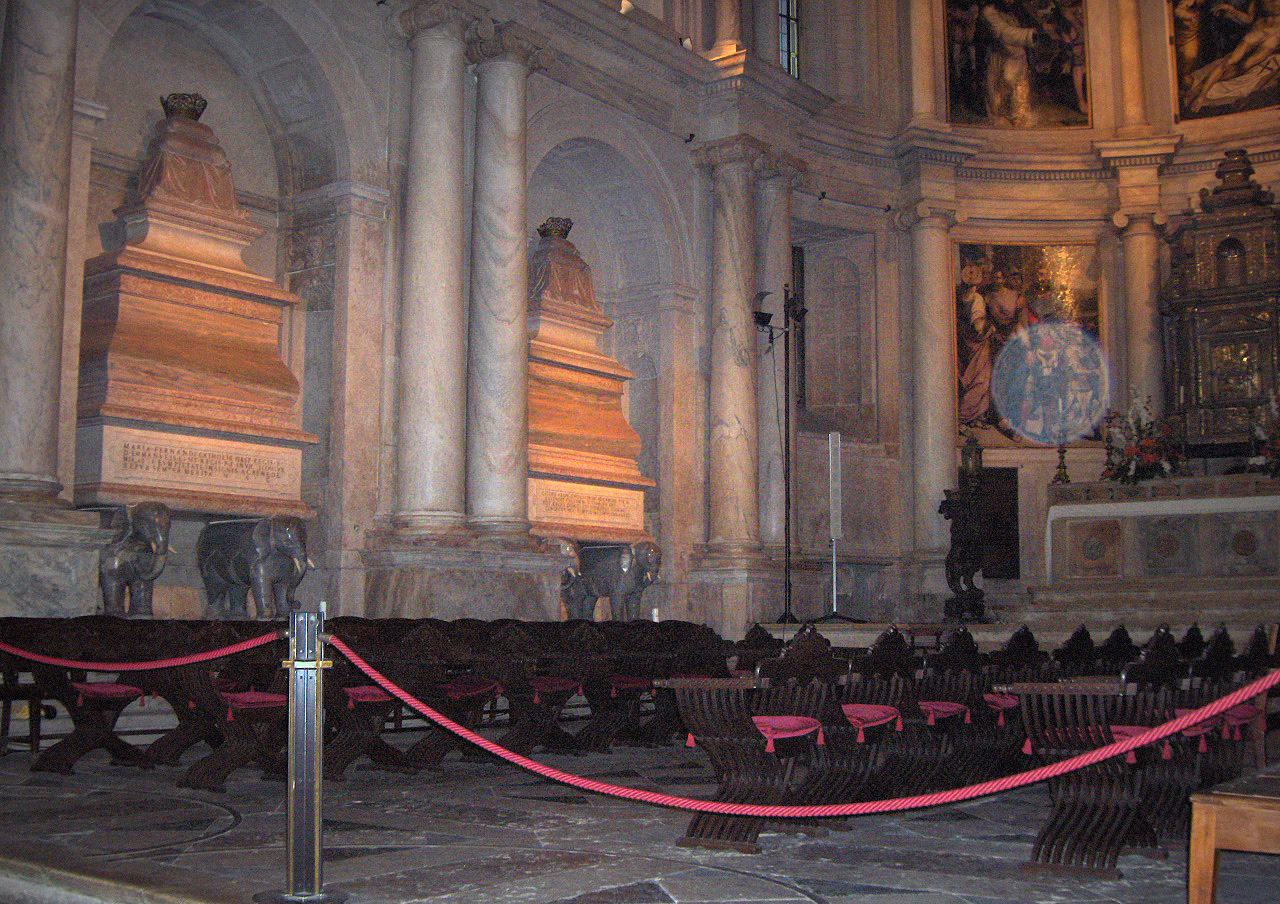
Tombe del re Manuele I e della moglie Maria di Aragona

È connesso alla navata nord del tempio. Alla sua costruzione si susseguirono ben tre architetti e ciascuno di loro apportò uno stile differente alla costruzione ottenendo comunque un risultato finale armonioso ed elegante. All'inizio fu Boitac a progettare il piano inferiore in stile manuelino, quindi nel 1517 fu la volta di Castillo che finì le volte e costruì due ali del piano superiore, in stile plateresco. L'architetto Torralva, infine, completò le altre due ali in stile rinascimentale.

### Il refettorio
Il refettorio è solenne, ampio e coperto da una volta a nervature. Le sue pareti sono decorate con una doppia cornice a rilievo costituita da una fune marinara e da piastrelle di azulejos del XVIII secolo, che presentano la storia biblica di Giuseppe e dei suoi fratelli.

### La sala capitolare
Nella sala capitolare, sul lato opposto del chiostro rispetto al refettorio, si trova la tomba di Alexandre Herculano (1810-1877), storiografo e primo sindaco di Belém.

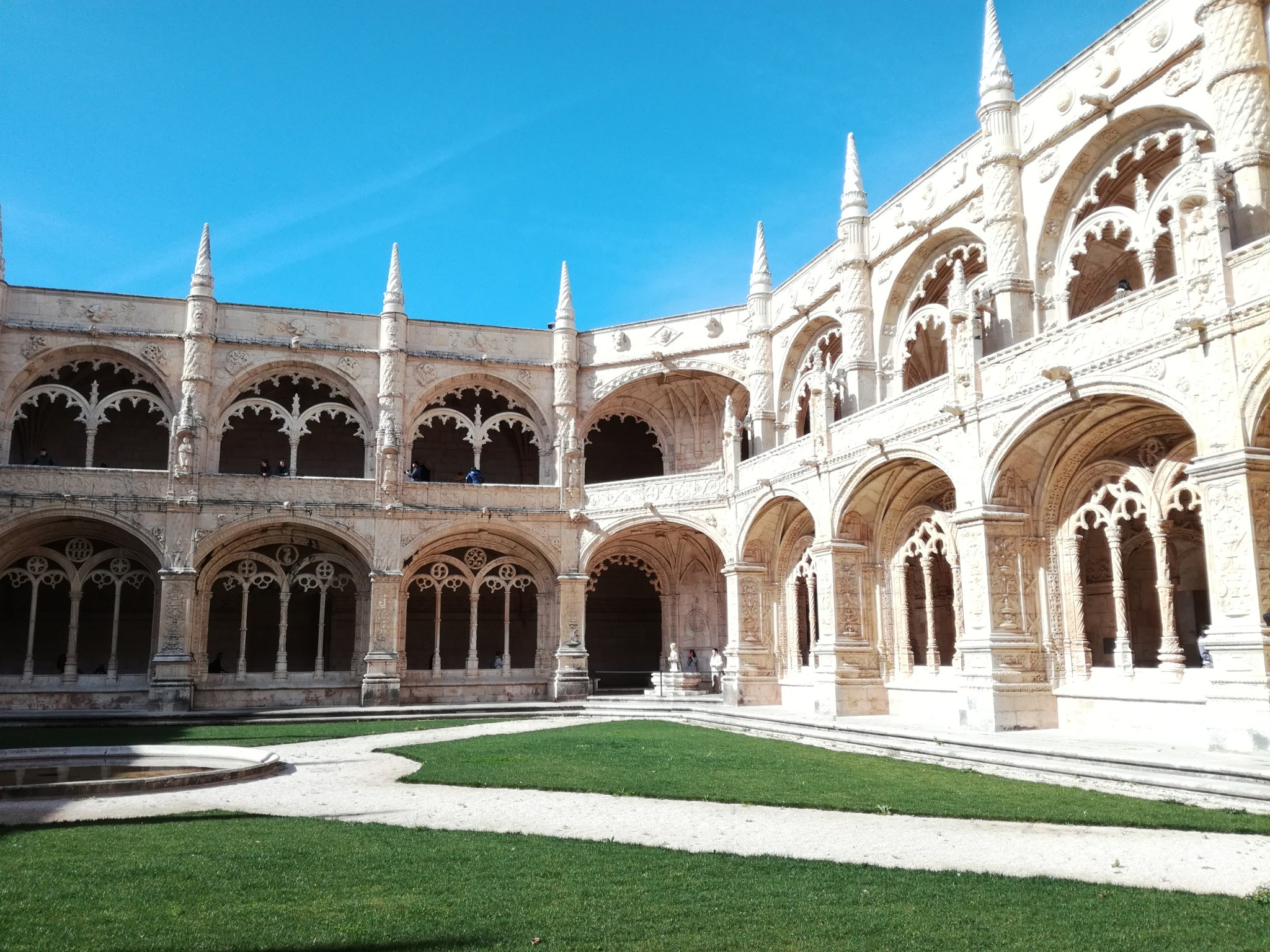
Altra veduta del chiostro

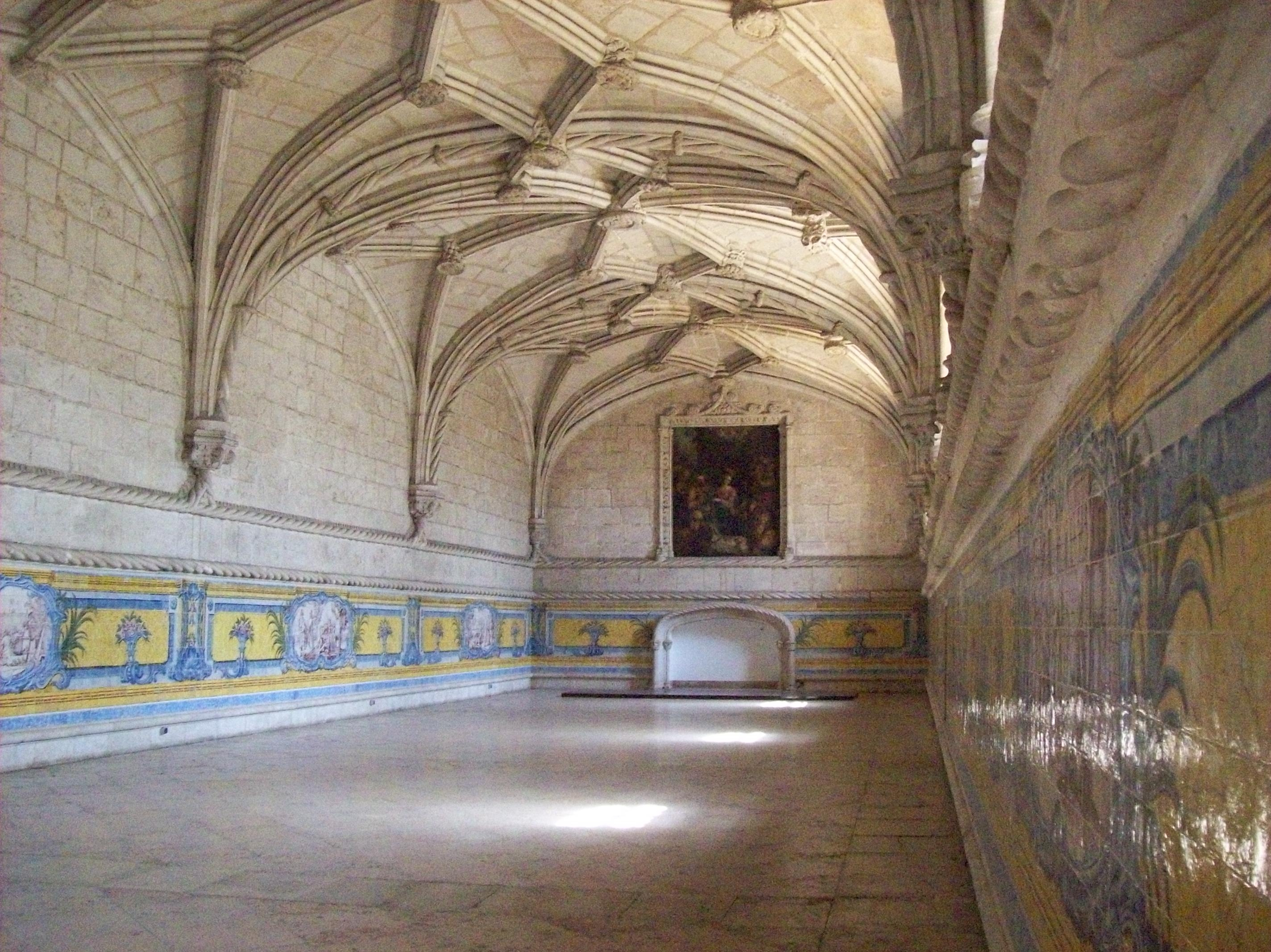
Il refettorio